# Acquacheta
L'Acquacheta è un corso d'acqua tosco-romagnolo, affluente del fiume Montone.

## Descrizione
Il torrente nasce sull'Appennino toscano nei pressi del comune di San Godenzo, in Provincia di Firenze.  
Poco prima di passare per San Benedetto in Alpe in provincia di Forlì-Cesena, dove unendosi al Troncalosso forma il Montone, precipita in modo spettacolare da un alto salto di arenaria, dividendosi in mille, rumorosi rivoli. L'altezza del salto più alto delle cascate è di oltre 70 metri, collocandola di fatto tra le maggiori dell'Appennino settentrionale. Oggi la cascata è inserita nel Parco nazionale delle Foreste Casentinesi, Monte Falterona e Campigna di cui rappresenta uno degli elementi naturali più importanti e si raggiunge tramite due ore di sentiero dalla frazione di San Benedetto in Alpe. 

### La cascata
La cascata dell'Acquacheta, situata nel comune di San Godenzo e alta 90 metri, è oggi meta di turismo, sia per il valore letterario del luogo (che rientra nei cosiddetti "parchi letterari"), sia per il suo valore naturalistico. Nella zona sono stati identificati due distinti siti di interesse comunitario, a seconda della competenza territoriale regionale: Acquacheta (IT4080002) in Emilia-Romagna e Muraglione - Acqua Cheta (IT5140005) in Toscana.

## Cultura
È stato reso famoso da Dante Alighieri, che l'ha citato nella Divina Commedia (Inf. XVI, 94-105) paragonandolo al Flegetonte:
prima dal Monte Viso 'nver' levante,

da la sinistra costa d'Apennino,

che si chiama Acquacheta suso, avante

che si divalli giù nel basso letto,

e a Forlì di quel nome è vacante,

rimbomba là sovra San Benedetto

de l'Alpe per cadere ad una scesa

ove dovea per mille esser recetto;

così, giù d'una ripa discoscesa,

trovammo risonar quell'acqua tinta,

sì che 'n poc'ora avria l'orecchia offesa.»